# ウッドソープ・クラーク
ウッドソープ・チャールズ・クラーク（Woodthorpe Charles Clark, 1834年 - 1867年）は、横浜のイギリス人会社員。生麦事件に遭遇したイギリス人の一人。

## 生涯
アメリカ商社のハード商会の社員で、1860年に上海支局、1862年に横浜支局へ派遣される。
1862年、上海で交友のあった同国出身の商人チャールス・リチャードソンと再会する。その後、ビリヤード仲間であったウィリアム・マーシャルに誘われて、マーガレット・ボラディル夫人を加えた4人で川崎大師へ観光に向かう。その途中、生麦村で島津久光の行列と遭遇し、先頭を騎馬で歩いていたリチャードソンが薩摩藩士に斬り付けられたのを皮切りに、生麦事件が発生した。クラークも薩摩藩士に肩を斬られる重傷を負ったため、アメリカ領事館の本覚寺へ避難する。後に到着したマーシャルとともに治療を受けた。
肩に後遺症を残すことになったが、事件後も横浜で引き続き仕事に従事し、同地で没した。墓所は横浜市中区の横浜外国人墓地にある。